# Louis Cordelet
Louis Cordelet, né le 17 janvier 1834 à Parigné-l'Évêque (Sarthe) et mort le 25 août 1923 à Parigné-l'Évêque, est un homme politique français.

## Biographie
Magistrat, il est conseiller général en 1871, maire du Mans en 1878 puis président du conseil général. Battu aux législatives en 1876, il est élu sénateur républicain de la Sarthe en 1882 et sera réélu jusqu'à sa mort, en 1923. Il s'investit beaucoup sur les questions juridiques et notamment le droit commercial. Il est vice-président du Sénat de 1909 à 1912 et doyen d'âge du Sénat de 1919 à 1923. Il est également membre du conseil supérieur des caisses d'épargne de 1895 à sa mort.
Louis Cordelet est, notamment, l'inspirateur de la loi du 17 mars 1909 relative à la vente et au nantissement du fonds de commerce, qui constitue une évolution significative dans le domaine. En effet, cette loi consacre la notion même de fonds de commerce. Attentive à la fois aux intérêts du vendeur et des créanciers, une loi du 28 juin 1935 renforcera toutefois les droits de l'acquéreur. À l'heure actuelle, seuls quelques articles de la loi Cordelet sont toujours en vigueur.

## Sources
- « Louis Cordelet », dans Adolphe Robert et Gaston Cougny, Dictionnaire des parlementaires français, Edgar Bourloton, 1889-1891 [détail de l’édition]
- « Louis Cordelet », dans le Dictionnaire des parlementaires français (1889-1940), sous la direction de Jean Jolly, PUF, 1960 [détail de l’édition]